# Christoph Springer
Christoph Springer, né le 30 octobre 1985 à Oberndorf am Neckar, est un coureur cycliste allemand.

## Biographie
Christoph Springer commence sa carrière en 2008 avec l'équipe continentale grecque Cosmote Kastro. En 2009, il est membre de cette même équipe qui s'appelle désormais Heraklion-Nesebar-Kastro. C'est sur le Tour d'Égypte 2009 qu'il remporte sa première victoire. Après avoir terminé cinquième du prologue et sixième de la dernière étape, il remporte le classement général de la course disputée sur six jours.
En 2010 et 2011, il rejoint l'équipe SP Tableware, puis en 2012 le Team Specialized Concept Store, une équipe germano-azerbaïdjanaise. Au cours des années suivantes, il n'obtient aucune performance notable.
À la fin de la saison 2015, il prend sa retraite de coureur et rejoint la direction de l'équipe continentale Roth-Škoda.
Par décision de l'Agence nationale antidopage en Allemagne (NADA) du 21 décembre 2016, Springer a par la suite été suspendu pour dopage à l'EPO pendant quatre ans, à la suite d'un contrôle sur une compétition en 2015,,. Cela a donné lieu à un débat sur le point de savoir si les noms des athlètes condamnés pour dopage doivent être publiés sur un site Internet accessible au public. 

## Palmarès et classements mondiaux

### Palmarès
- 2009
  - Classement général du Tour d'Égypte
- 2011
  - 2e du Tour d'Indonésie

### Classements mondiaux
| Année           | 2009 | 2010  | 2011 | 2012 |
| --------------- | ---- | ----- | ---- | ---- |
| UCI Africa Tour | 30e  |       | 87e  |      |
| UCI Asia Tour   |      |       |      | 87e  |
| UCI Europe Tour |      | 1237e |      | 941e |